# ホオベニシロアシイグチ
ホオベニシロアシイグチ（頬紅白足猪口、学名:Pseudoaustroboletus valens）はイグチ目イグチ科ホオベニシロアシイグチ属のキノコである。食用キノコ。和名は、傘が反り返って見える管孔の部分を、頬に見立てたところから名付けられた。

## 分類
ホオベニシロアシイグチはその外形・形態から、かつてはTylopilus（ニガイグチ属）に分類されていたが、Yan-Chun Liらによる分子系統解析の結果、ニガイグチ属とは別の独自の系統を形成していることが判明し、2014年に新属のPseudoaustroboletus（ホオベニシロアシイグチ属）とすることが提唱された。なお、ホオベニシロアシイグチ属には本種のみが含まれるとされる。

## 分布
日本国内では主に関東以西で見られる種類とされるが、福島県や宮城県でも確認されている。国外では中国、東南アジア（マレー半島、ボルネオ島）に分布する。シイやカシなどのブナ科の樹林に夏から秋にかけて見られる外生菌根菌であるが、発生はやや稀。

## 特徴
傘は直径6 - 20センチメートル (cm) 、初めはまんじゅう形で後に平らに開く。傘表面は灰褐色で、幼菌時はやや線毛状、生長するにつれてほぼ無毛になり湿時は多少粘性を帯びる。管孔は初めは白色で後に淡紅色から灰橙色となる。孔口は多角形で管孔と同色、傷つくと褐色に変色する。管孔と柄の関係は上生または離生。柄は長さ7 - 15 cmで、白色、基部がやや膨らむ。柄表面にはやや目の粗い隆起した網目模様があり、基部付近は老成により黄色のシミを生じる。

## 食用
食用キノコであるが、酸味がある。調理する場合は、マリネや酢の物など酸味を生かした味付けをするのが良いとされる。

## 類似するキノコ
ニガイグチモドキ（Tylopilus neofelleus）は、特にアカマツやコナラの林に発生する。管孔は紫色であるのが特徴。強い苦みがあり、食用不適とされる。
アケボノアワタケ（Harrya chromipes）は、針葉樹や広葉樹の林床に生える食用になるキノコ。管孔はピンク色をおび、柄が黄色になるのが特徴である。
ウラグロニガイグチ（Sutorius eximius）は、ブナ科の樹木下に生えるキノコで、孔口が黒いのが特徴。食用もされるが、人によっては食中毒を引き起こす。